# Clare (Suffolk)
Clare è un paese di 1 975 abitanti della contea del Suffolk, in Inghilterra.